# Atzelgift

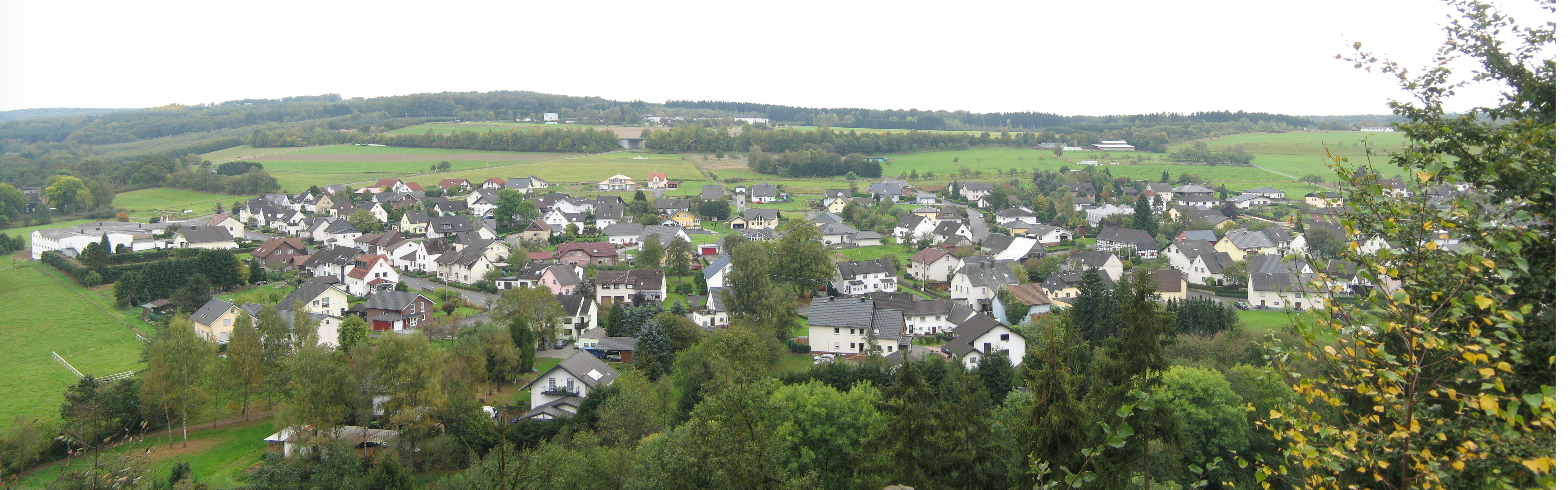
Blick über Atzelgift

Atzelgift ist eine Ortsgemeinde in der Verbandsgemeinde Hachenburg im Westerwaldkreis in Rheinland-Pfalz.

## Geographische Lage
Die Gemeinde liegt im Westerwald, im Naherholungsgebiet „Kroppacher Schweiz“ zwischen den Oberzentren Koblenz (60 km), Limburg (49 km) und Siegen (38 km). Das nächstgelegene Mittelzentrum ist die Stadt Hachenburg. Durch den 285 m hoch gelegenen Ort fließt die Kleine Nister, der Zufluss des Rosbach befindet sich ebenfalls im Ortsgebiet. Nordwestlich von Atzelgift liegt Limbach, im Nordosten Luckenbach und im Südwesten Streithausen.
Zu Atzelgift gehört der Wohnplatz Atzelgifter Mühle.

## Geschichte
1396 wurde Atzelgift erstmals in einer Urkunde als Hatzelgufte erwähnt. Über Atzelguft hat sich der Name zu „Atzelgift“ entwickelt. Der Name leitet sich möglicherweise von (H)atzel (Elster) und Guf(te) (vgl. Kobel (kugelförmiges Nest); Kübel-Kufe; Kiepe) ab und würde dann „Elsternest“ bedeuten. Blühende Phantasie (Volksetymologie) ist die Herleitung des Ortsnamens über einen legendären Grafen Atzel und die Mitgift seiner Tochter.
1579 hatte Atzelgift neun Häuser, 1624 14 Feuerstätten, 1669 13 Räuche, 1714 28 Mann und eine Witwe, und 1760 116 und 1818 123 Einwohner. Von der industriellen Vergangenheit des Ortes zeugen noch die Überreste der Ölmühlen, eine davon etwa 100 m westlich des Ortsrandes an der Kleinen Nister. Sie wurde 1805 errichtet und war mindestens bis 1819 in Betrieb; zu sehen ist heute nur noch der Wassergraben, der etwa 100 m bachaufwärts von der Kleinen Nister abzweigt. Eine weitere ehemalige Ölmühle lag ca. 500 m westlich von Atzelgift, die um 1870 erbaut worden sein muss; Mühlengraben und Standort der Mühle sind im Gelände noch auszumachen. Davon hat sich lediglich der Flurname „Bei der Ollichsmüll“ erhalten.
Nordwestlich des Ortes befanden sich mehrere Eisenerzgruben; am südöstlichen Ortsrand an der Kleinen Nister stand ursprünglich eine Eisenhütte, welche die in den umliegenden Gemarkungen vorhandenen Eisenerze verwertete; sie war 1686 noch in Betrieb, 1691 aber nicht mehr. Die Flurnamen „Im Hammer“ und „Auf dem Hüttenstück“ weisen auf diese Eisenverarbeitung hin. An die Stelle der Eisenhütte wurde 1697 eine Mühle gebaut; diese wurde allerdings 1909 abgebrochen und eine neue Mühle errichtet, die heute noch zur Stromerzeugung dient und derzeit zu einem gastronomisch und landwirtschaftlich genutzten Betrieb umgebaut wird.
Für das Jahr 1701 ist erstmals eine katholische Winterschule im Ort nachgewiesen.

## Dorfmoderation
Seit Herbst 2017 beteiligt sich die Gemeinde an einer „Dorfmoderation“, um die Attraktivität des Dorfes zu steigern. Ein darin entwickeltes Projekt ist die „Himmelsleiter“, die vom Ehrenhain zum 2005 errichteten Weltjugendtagskreuz führt.

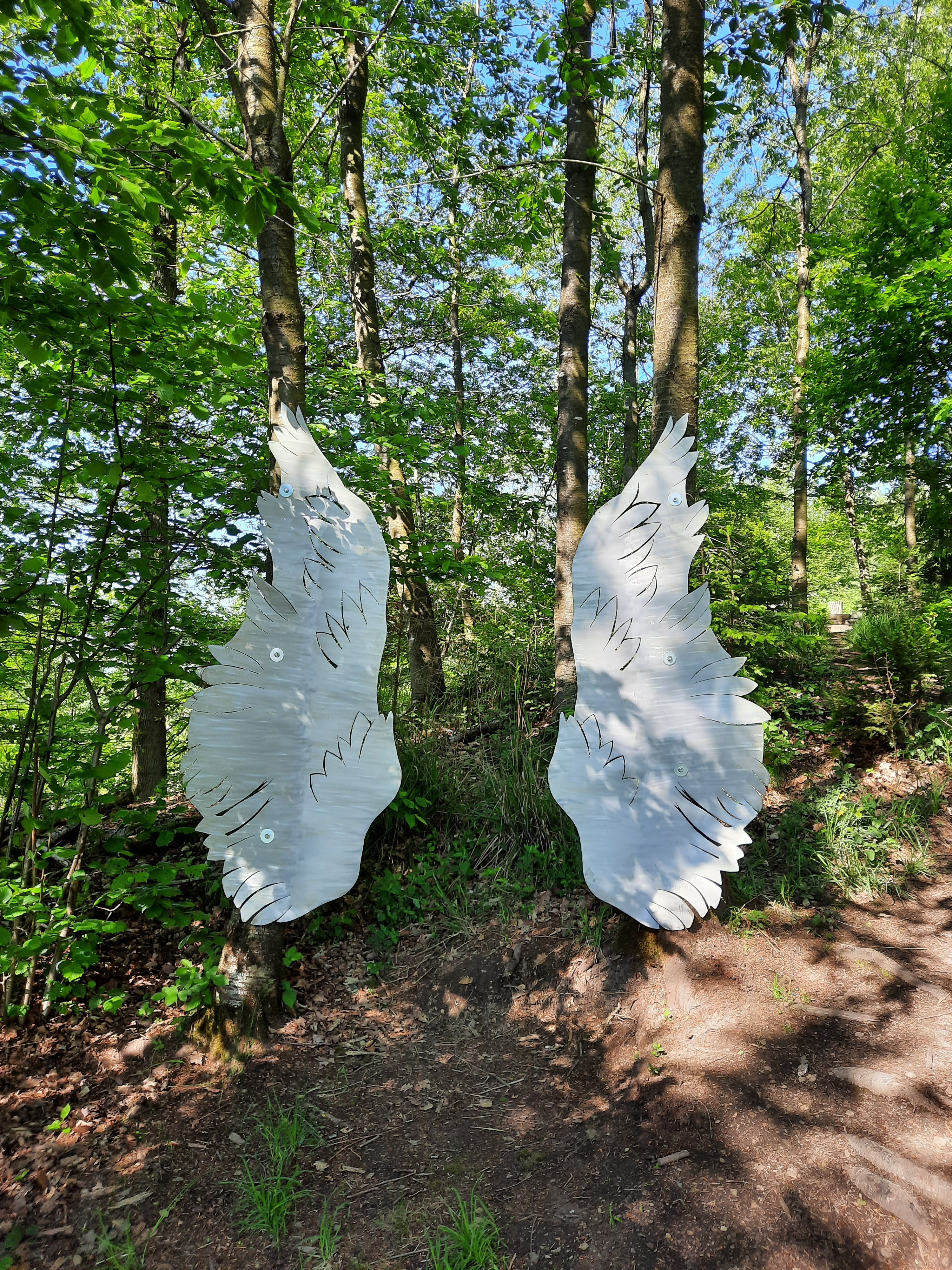
Flügel an der Atzelgifter Himmelsleiter

## Bevölkerungsentwicklung
Die Einwohnerzahlen von 1871 bis 1987 beruhen auf Volkszählungen:
| Jahr | Einwohner |
| 1815 | 123       |
| 1835 | 167       |
| 1871 | 202       |
| 1905 | 294       |
| 1939 | 325       |
| 1950 | 323       |

| Jahr | Einwohner |
| 1961 | 392       |
| 1970 | 488       |
| 1987 | 563       |
| 1997 | 626       |
| 2005 | 667       |
| 2023 | 630       |

## Religion

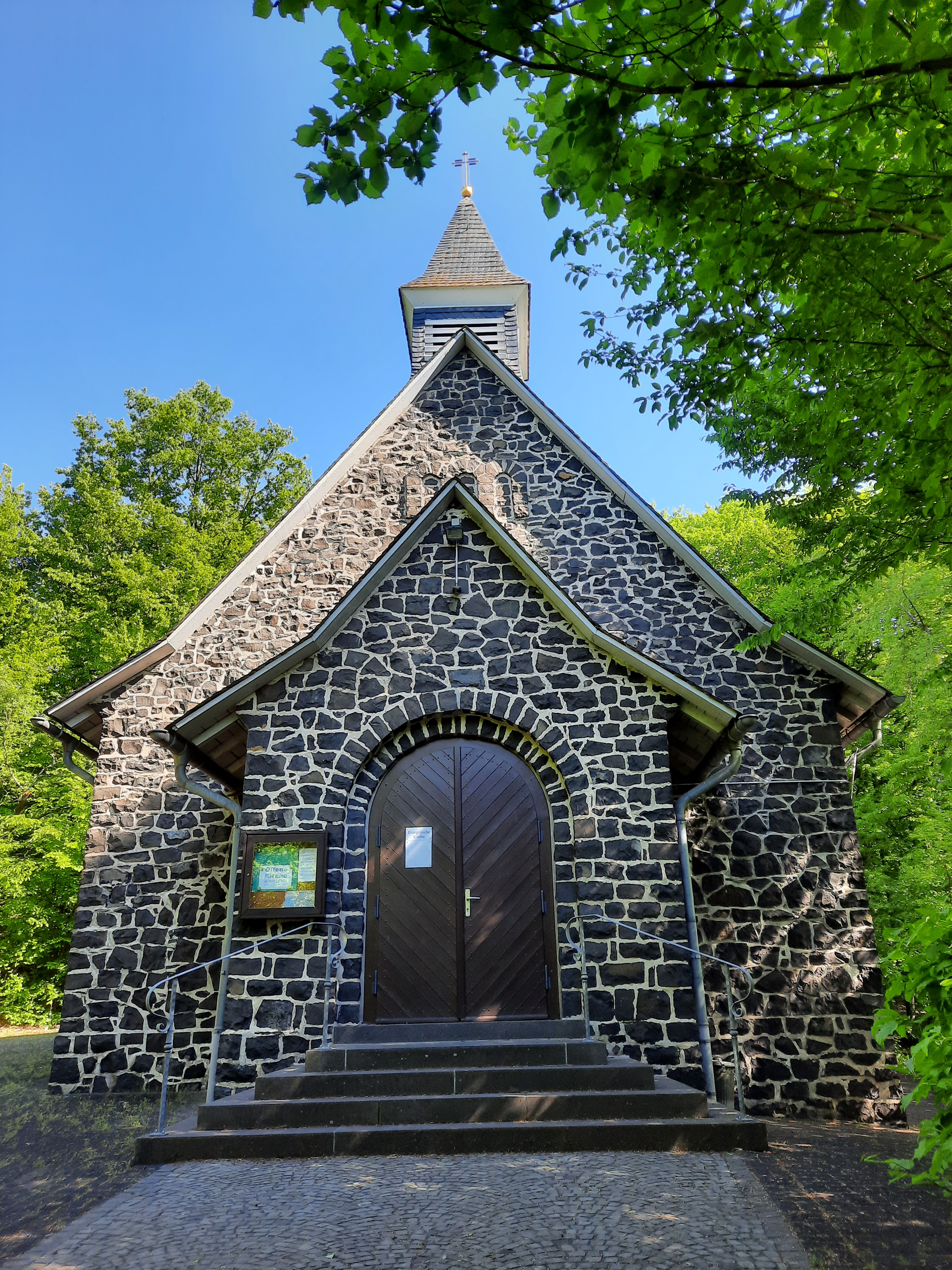
Evangelische Gustav-Adolf-Kapelle Atzelgift-Luckenbach

Atzelgift ist mehrheitlich katholisch, gehört zur Pfarrgemeinde „Maria Himmelfahrt Hachenburg“ und dort zum Kirchort Marienstatt. Die evangelischen Christen haben mit der 1951 eingeweihten Gustav-Adolf-Kapelle in Luckenbach ihren Gottesdienstraum in der Kirchengemeinde Kroppach.

## Politik

### Gemeinderat
Der Gemeinderat in Atzelgift besteht aus zwölf Ratsmitgliedern, die bei der Kommunalwahl am 9. Juni 2024 in einer Mehrheitswahl gewählt wurden, und dem ehrenamtlichen Ortsbürgermeister als Vorsitzendem.

### Bürgermeister
Matthias Schneider wurde im Juli 2024 Ortsbürgermeister von Atzelgift. Bei der Direktwahl am 9. Juni 2024 war er als einziger Bewerber mit 94,8 % der Stimmen gewählt worden.
Schneiders Vorgänger sind Claudia Kohlhaas (2013–2024), Norbert Roth (2011–2013) und Renate Jung (bis 2011).

### Wappen
| Wappen von Atzelgift | Blasonierung: „Schrägrechts geteilt von Silber und Grün; vorne eine Elster, hinten ein achtspeichiges goldenes Mühlrad, beschaufelt über den Achsen und in der unteren Radhälfte.“ |
| Wappen von Atzelgift | |

## Kultur und Sehenswürdigkeiten

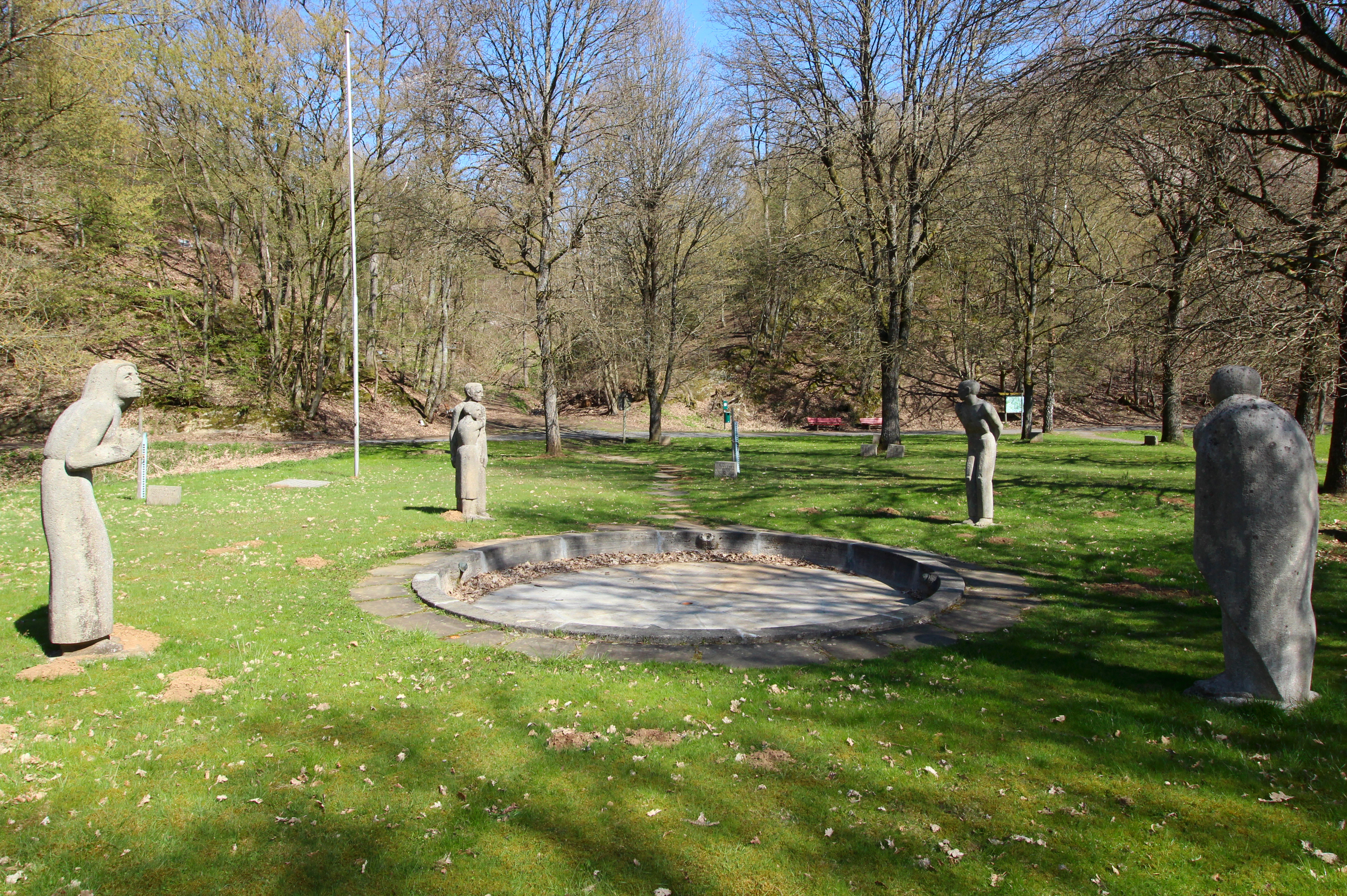
Der Ehrenhain von Atzelgift

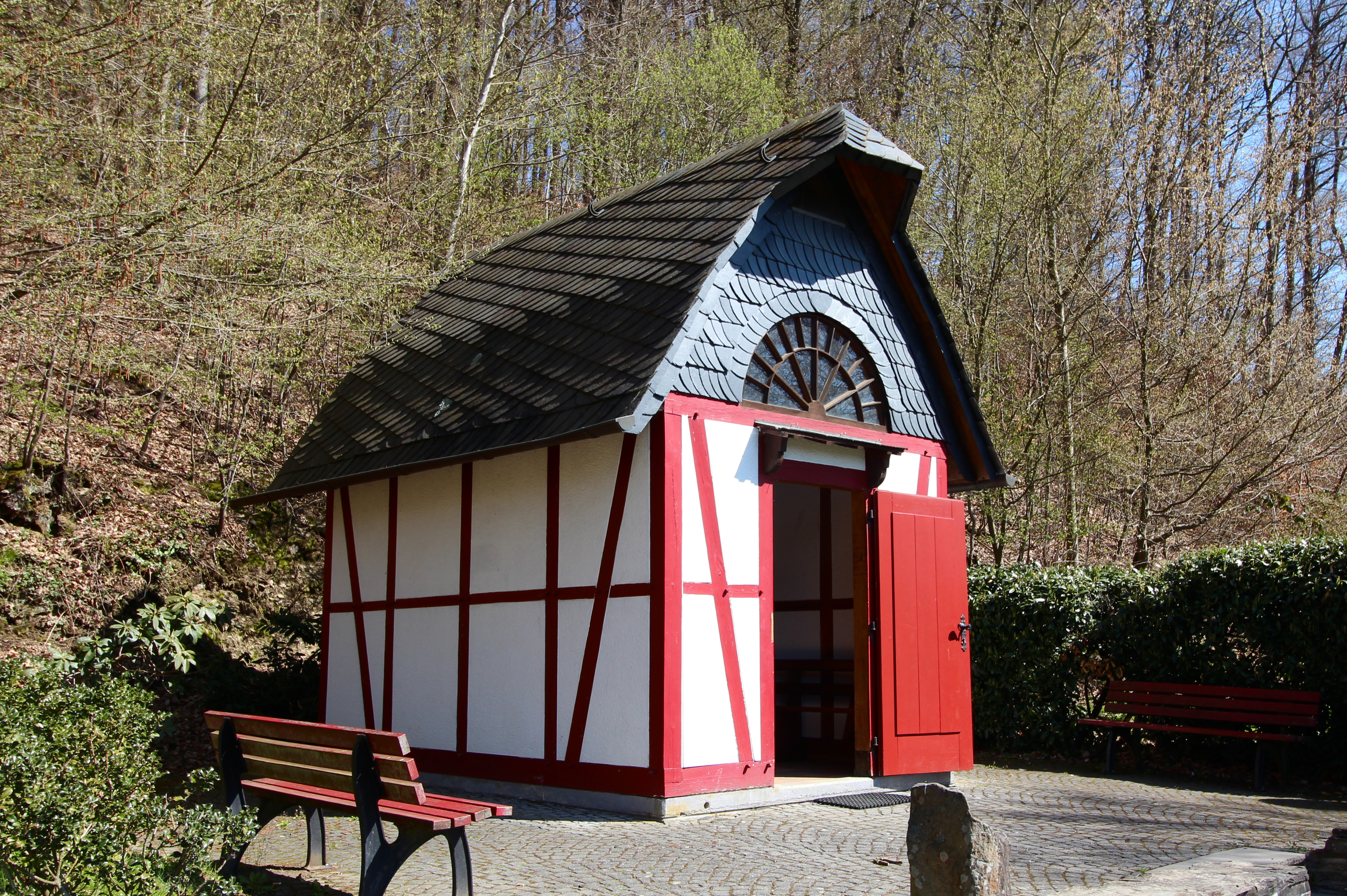
Die Atzelgifter Waldkapelle

Atzelgift liegt im Naherholungsgebiet „Kroppacher Schweiz“. Im Waldstück „Hardt“ entlang der Kleinen Nister befindet sich der 1965 eingeweihte Ehrenhain für die Gefallenen der Gemeinde in den beiden Weltkriegen, die anlässlich der 600-Jahr-Feier 1996 errichtete Waldkapelle, und 40 m über der Kleinen Nister ein Gipfelkreuz, aufgestellt 2005 anlässlich des Weltjugendtages in Köln und dem Besuch von Danziger Jugendlichen in Atzelgift. Sehenswert sind die „Heuzeroth-Linde“ in der Ortsmitte (Naturdenkmal) und die Überreste einer alten Motte in der Nähe der evangelischen Kapelle.
Sehenswert in der Umgebung von Atzelgift sind die Zisterzienser-Abtei Marienstatt, die mittelalterliche Stadt Hachenburg und die Westerwälder Seenplatte.

## Veranstaltungen
Regelmäßig organisiert die Kirmesjugend Atzelgift 1967 e. V. eine Sommerkirmes am ersten Juniwochenende. Daneben gibt es das im August vom Hönerverein e. V. veranstaltete Bachfest und am zweiten Adventswochenende einen Weihnachtsmarkt an der Grillhütte.

## Wirtschaft und Infrastruktur

### Bildung
Atzelgift ist Standort der Grundschule Atzelgift-Streithausen, die von Kindern aus Luckenbach, Atzelgift, Streithausen und Limbach besucht wird. Im Nachbarort Luckenbach befindet sich der katholische Don Bosco-Kindergarten. Die „Realschule plus“ mit Fachoberschule in Hachenburg sowie das Private Gymnasium der Zisterzienser-Abtei Marienstatt sind die nächstgelegenen weiterführenden Schulen.

### Verkehr
Atzelgift besitzt eine Anschlussstelle an die L 288, die von der B 62 in Betzdorf über Hachenburg und Westerburg nach Hessen führt. Südlich des Ortes verläuft die B 414 von Altenkirchen (Westerwald) über Hachenburg nach Driedorf (Hessen) und die B 413, die von Hachenburg nach Bendorf am Rhein führt. Anschlüsse an Bundesautobahnen befinden sich in Freudenberg, Wilnsdorf und Herborn (A 45 Dortmund–Gießen) sowie in Ransbach-Baumbach (BAB 3, Niederlande – Ruhrgebiet – Köln – Rhein-Main-Gebiet – Ostbayern – Österreich), etwa 25 Kilometer entfernt.
Der nächstgelegene ICE-Halt ist der Bahnhof Montabaur an der Schnellfahrstrecke Köln–Rhein/Main.

### Unternehmen
Die Gemeinde verfügt über ein großes Gewerbegebiet mit einigen mittelständischen Unternehmen, wie etwa einem Spezialisten für Verschleißteile und einer Werbetechnikfirma. Daneben befindet sich im Ort unter anderem ein Möbelhaus.

## Trivia
Die Rockband Herrenmagazin benannte ihr Debütalbum nach dem Ort.